# Sphaerospora fugu
Sphaerospora fugu is een microscopische parasiet uit de familie Sphaerosporidae. Sphaerospora fugu werd in 2000 beschreven door Tun, Yokoyama, Ogawa & Wakayabashi. 